# Coligações Expressivas
Coligações Expressivas é uma coletânea musical lançada por DJ Caíque em parceria com a 360 Graus Records. Ela contém 14 faixas com diversos artistas.

## Faixas
1. Proemio - DJ Caíque
2. Ginga de Samba - Fluxo
3. Conveniente O Bastante - Nave, Cabes, Nel Sentimentum, Cadelis & DJ Sonik
4. Zero Grau - Hurakán & Nairobi
5. Sampa In Samba - Chocolate, RR & Roko
6. Smokin That Needles - Marc-T
7. Minha Prece - Contra Fluxo
8. Consequência - Geléia
9. Não Há Arte vs Arte - Nel Sentimentum
10. Obrigação de Ser O Fodão - Totoin
11. Na Missão - Mahal
12. Lute Pelo Seu Sonho - 4ºEstrofe
13. Vou Sorrir - Munhoz & Jeffe
14. Alucinações Reais - Quase Nada
15. Bossa para Todos (Instrumental)